# فرچه‌پاتباران
 فرچه‌پاتباران (نام علمی: Nymphidiini) نام یک طایفه از تیره فلزنقشیان است.